# Pelexia decora
Pelexia decora là một loài thực vật có hoa trong họ Lan. Loài này được (Garay) Garay mô tả khoa học đầu tiên năm 1980.